# くろいの
『くろいの』は、田中清代（たなか きよ）作の日本の絵本。田中清代は銅版画の絵本で知られる。『くろいの』は田中清代がモノクロームの銅版画の絵と文を書き、2018年に偕成社から出版された。全64ページで、判型は縦19センチメートル、横23センチメートル。
題名の「くろいの」は、作品の主人公である少女にしか見えない、体が黒く目が印象的なキャラクターを指す。田中はインタビューで「くろいの」は「はじめは自画像のようなイメージで描いていました。」と答えている。
児童が対象の作品とされるが、東雅夫は「成人の琴線を烈（はげ）しくふるわせる作品」と評した。
2018年に「ナミコンクール・パープルアイランド賞」を受賞し、2019年に小学館児童出版文化賞を受賞、2020年に第25回日本絵本賞で大賞を受賞した。
2021年に英語とフランス語に訳されて出版された。英語訳はデヴィッド・ボイド(David Boyd)によって訳され"The Little One"の題名で出版された。フランス語訳はAlice Hureauによって訳され"La petite chose noire"の題名で出版された。